# Megaselia incrassata
Megaselia incrassata är en tvåvingeart som först beskrevs av Schmitz 1920.  Megaselia incrassata ingår i släktet Megaselia och familjen puckelflugor.
Artens utbredningsområde är Michigan. Arten är reproducerande i Sverige. Inga underarter finns listade i Catalogue of Life.